# Groups
groups – uniksowe polecenie wypisujące grupy, do których należy aktualnie zalogowany użytkownik lub do których należy użytkownik podany jako parametr dla polecenia. W systemie GNU ten program jest w pakiecie GNU Coreutils, jest on identyczny do polecenia id -Gn

## Składnia polecenia
```
     groups [[--help | --version] | [nazwa_użytkownika]]
```

- Opcja help służy do wyświetlenia pomocy polecenia.
- Opcja version wyświetli numer wersji polecenia.

## Przykłady użycia
- Aby sprawdzić do jakich grup należy aktualnie zalogowany użytkownik wystarczy wprowadzić samo polecenie:

```
     $ groups
     user adm dialout cdrom floppy audio dip video plugdev lpadmin scanner admin
```

- Aby sprawdzić do jakich grup należy użytkownik 'janek' należy wpisać nazwę użytkownika jako parametr polecenia:

```
     $ groups janek
     user cdrom floppy video audio
```

## Pliki
- /etc/group - plik z informacją o grupach.

## Inne polecenia do zarządzania grupami
- groupadd - polecenie służące do dodawania grup.
- groupmod - polecenie służące do modyfikacji grup.
- groupdel - polecenie służące do usuwania grup.